# Letní škola, 2001
Letní škola, 2001 je český dramatický film režiséra Dužana Duonga. Duong se také společně s Lukášem Kokešem a Janem Smutným podílel na scénáři k filmu, inspirací mu byly vlastní zážitky z dětství.
Film byl poprvé uveden v rámci Mezinárodního filmového festivalu Karlovy Vary 2025, v českých kinech měl premiéru 24. července 2025.
Film vypráví o komplikovaných rodiných vztazích mezi otcem a synem v prostředí vietnamské tržnice v Česku v roce 2001.
Na vzniku filmu se podílela jako koproducent Česká televize. Film podpořili Státní fond audiovize, Audiovizuálny fond a Plzeňský kraj, byl rovněž financován z projektů Next Generation EU Evropské unie a z Národního plánu obnovy Ministerstva kultury ČR.

## O filmu
Sedmnáctiletý Vietnamec Kien přijíždí v roce 2001 do Chebu, kde jeho rodina provozuje stánek na místní vietnamské tržnici. Po deseti letech se znovu setkává s rodiči a mladším bratrem, přičemž on sám dosud žil ve Vietnamu. Film má tři perspektivy vyprávění, a to pohled otce, staršího a mladšího syna.

## Obsazení
| The Duong Bui  | Kien              |
| Anh Doan Hoang | Zung, Kienův otec |
| Le Quỳnh Lan   | Kienova matka     |
| Tien Tai To    | Tai, Kienův bratr |
| Dung Nguyen    |                   |
| Thang Xuan Ngo |                   |
| Xuan Tiem To   |                   |
| Thi Pham Nhung |                   |

## Ohlasy
Snímek získal u českých filmových kritiků převážně nadprůměrná hodnocení:
- Tomáš Kordík, Fdb.cz, 22. července 2025, [6]
- Mirka Spáčilová, iDNES.cz, 24. července 2025, [7]
- Věra Míšková, Novinky.cz, 24. července 2025, [8]
- Martin Svoboda, Totalfilm, 24. července 2025, [9]

Kamila Boháčková v recenzi pro ČT art označila snímek za dosud nejkomplexnější hraný pohled do prostředí vietnamské komunity v Česku. Pavel Sladký v recenzi pro Radiožurnál ocenil svěží perspektivu zevnitř vietnamské komunity, která v české kinematografii dosud chyběla.